# Alicia Delibes Liniers
Alicia Delibes Liniers (Madrid, 28 d'abril de 1950) és una professora d'educació secundària i política espanyola.

## Biografia
Nascuda el 28 d'abril de 1950, és neboda biològica de l'escriptor Miguel Delibes i és descendent per part materna de Jacques de Liniers, comte de Buenos Aires i virrei del Riu de la Plata durant el regnat de Carlos IV.
El 1972 es va llicenciar en Ciències Matemàtiques a la Universitat Complutense de Madrid. En la seva joventut, durant els anys 70, va simpatitzar amb l'anarquisme i el maoisme, igual que un dels seus mentors, Federico Jiménez Losantos, amb el qual més tard començaria a col·laborar a la Cope i a Libertad Digital. És professora de matemàtiques d'educació secundària. Posteriorment va donar el salt a la política: primer com a directora general d'Ordenació Acadèmica i després com viceconsellera d'Educació de la Comunitat de Madrid (entre juny de 2007 i juny de 2015), a les ordres de Lucía Figar.
Va ser la candidata número 70 en la llista de Partit Popular (PP) per a les eleccions a l'Assemblea de Madrid de 2007 i no va resultar escollida membre del parlament autonòmic. No obstant això, després de córrer llista per la renúncia de Paloma Martín Martín, va obtenir l'acta de diputada de la viii legislatura el 19 de juliol de 2007.
En les eleccions autonòmiques de 2011 va renovar la seva acta de parlamentària, exercint el càrrec durant el transcurs de la ix legislatura de l'Assemblea de Madrid.
Va ser escollida regidora de l'Ajuntament de Madrid dins de la llista del PP encapçalada per Esperanza Aguirre a les municipals de 2015 i va renunciar a la seva acta de regidora el juny de 2017.
Està casada amb Regino García-Badell, nebot de Carlos Arias Navarro, antic cap de Gabinet d'Esperanza Aguirre.
Alfredo Grimaldos la considera «la principal responsable de la destrucció de l'escola pública a la Comunitat de Madrid».